# Inzersdorf-Getzersdorf
Inzersdorf-Getzersdorf é um município da Áustria localizado no distrito de Sankt Pölten-Land, no estado de Baixa Áustria.